# Doug Amerson
Doug Amerson ist ein US-amerikanischer Rockabilly-Musiker.

## Leben
Amerson startete seine Karriere 1955 bei dem Label Intrastate in Kalifornien. Dort nahm er mit Peck Gregory & his Dude Cowboys die beiden selbstgeschriebenen Titel Bop Man Bop und That Old Clock auf. Die Single erschien im November 1955 und verkaufte sich dafür, dass das Label auf große Werbung verzichtete, bemerkenswert gut. Im folgenden Jahr erschien die Single erneut bei G&G Records, um den Erfolg wiederholen zu können.
Amerson nahm danach jedoch keine weiteren Singles auf und zog sich aus dem Musikgeschäft zurück.

## Diskografie
| Jahr | Titel                        | Plattenfirma      |
| ---- | ---------------------------- | ----------------- |
| 1955 | Bob Man Bop / That Old Clock | Intrastate 1SR-25 |
| 1956 | Bop Man Bop / That Old Clock | G&G 105           |